# Le Conte de l'économe

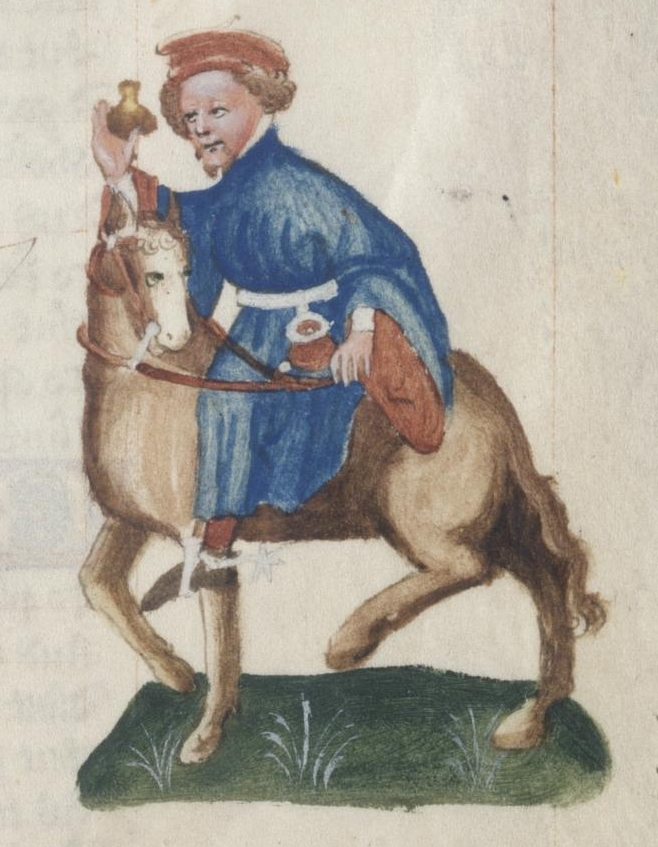
Enluminure de l'Économe dans le manuscrit Ellesmere.

Le Conte de l'Économe (The Maunciples Tale en moyen anglais) est l'un des Contes de Canterbury de Geoffrey Chaucer. Il constitue à lui seul le Fragment IX (H), et figure constamment avant la Prestation du curé dans les différents manuscrits de l'œuvre.

## Résumé
L'Aubergiste tente de tirer le Cuisinier de sa torpeur avinée pour qu'il raconte une histoire, sans succès, et l'Économe rit de l'état de son compagnon de pèlerinage. C'est vers lui que se tourne l'Aubergiste pour le prochain récit.
L'histoire que raconte l'Économe est celle de Phébus et de son corbeau blanc, capable de parler et de chanter. Témoin de l'adultère de la femme de Phébus, le corbeau lui révèle cette infidélité, et Phébus tue sa femme sur un coup de tête. Accablé de chagrin, il accuse ensuite le corbeau de lui avoir menti. Il le condamne à avoir un plumage entièrement noir et à ne plus pouvoir parler, mais seulement à émettre des croassements. L'Économe conclut en louant les bienfaits de la discrétion et du silence.

## Sources et rédaction
Le Conte de l'Économe est une variante d'une histoire remontant aux Métamorphoses d'Ovide. Chaucer ne semble pas avoir utilisé de source unique, mais travaillé à partir de ses souvenirs de diverses versions du récit. Outre celle d'Ovide, dont il ignore de nombreux détails (le nom de la femme de Phébus, Coronis, n'apparaît pas chez lui, ni le fait qu'elle était enceinte d'Esculape), il a pu se baser sur L'Ovide moralisé (vers 1225) et Le Livre du voir dit de Guillaume de Machaut (vers 1365), voire sur des œuvres anglaises contemporaines, comme la Confessio Amantis de John Gower ou The Seven Sages of Rome, dont une copie figure dans le manuscrit Auchinleck.

## Analyse
Le Conte de l'Économe est une just-so story, censée expliquer les origines du plumage noir du corbeau. Cependant, ses deux principaux thèmes sont les vices des femmes, d'une part, et les dangers du langage, d'autre part.
Le positionnement de ce récit au sein des Contes de Canterbury fait débat. Les manuscrits principaux le situent tous avant la Prestation du curé, mais ce n'est pas cohérent avec le déroulement du récit-cadre : l'Économe prend la parole dans la matinée, alors qu'il est quatre heures de l'après-midi lorsque le Curé commence à parler.